# Източни умерени гори
Източните умерени гори са биогеографска област в Северна Америка, една от основните единици в класификацията на Американската агенция за опазване на околната среда.
Областта заема източните части на Съединените американски щати и най-югоизточния край на Канада. Граничи с Великите равнини на запад, Северните гори на север, Атлантическия океан на изток, Тропическите влажни гори в южна Флорида и с Мексиканския залив на юг. Разделя се на няколко подобласти – Равнини на смесените гори, Средноамерикански равнини, Югоизточноамерикански равнини, Озаркско-Уачитско-Апалачки гори и Мисисипски алувиални и Югоизточноамерикански крайбрежни равнини.